# Óscar González Marcos
Pour les articles homonymes, voir Óscar González (homonymie), González et Marcos.
Óscar Javier González Marcos dit Óscar (né le 12 novembre 1982 à Salamanque en Castille-et-León, Espagne) est un joueur de football espagnol. Il joue au poste de milieu offensif dans le club espagnol du Real Valladolid.

## Biographie
Óscar commence sa carrière professionnelle avec le Real Valladolid, en rentrant à la 65e minutes à la place de José Turu Flores dans un match de Liga contre UD Las Palmas (1-0). Malgré la relégation de son club en 2003-04, il marque 10 buts en championnat et change de club pour le Real Saragosse.
Pendant quatre saisons, il est régulièrement titularisé au sein de l'équipe de Saragosse bien qu'après son arrivée il eut du mal se faire une place dans cet effectif. Sa meilleure saison fut la première avec six buts en 31 matchs et en se contentant de fin de match.
Il connut une autre relégation cette fois-ci avec Saragosse en 2007-08, il signe en Grèce à l'Olympiakos pour un montant de 2,7 M€ et un contrat de trois ans et rejoint ainsi l'entraîneur en poste Ernesto Valverde.
Le 26 février 2009, il marque un joli but (son premier en coupe d'Europe) d'une frappe de 25 mètres contre Saint-Étienne au Stade Geoffroy-Guichard en Coupe UEFA mais n'empêche pas l'élimination de son club à ce stade de la compétition.
Sans contrat à la fin de la saison 2009-2010, il s'engage pour un an avec le Real Valladolid.

## Palmarès
- Real Saragosse
  - Vainqueur de la Supercoupe d'Espagne en 2004.
- Olympiakos
  - Vainqueur du Championnat de Grèce en 2009.
  - Vainqueur de la Coupe de Grèce en 2009.